# سوبر دراغون بول هيروز
سوبر دراغون بول هيروز (باليابانية: スーパードラゴンボールヒーローズ، بالروماجي: Sūpā Doragon Bōru Hīrōzu) ، بالهيبورن: Sūpā Doragon Bōru Hīrōzu) هي أونا، أي رسوم متحركة يابانية أصلية مقتبسة من لعبة بنفس الاسم. على غرار دراغون بول جي تي، تم إنشاؤها بواسطة توي أنيميشن بدلًا من منشئ الامتياز أكيرا تورياما، بدأ عرض السلسلة في 1 يوليو 2018. يتم تقديم سلسلة سوبر دراغون بول هيروز مع العديد من السيناريوهات البديلة والنتائج المحتملة داخل الامتياز. تلقت السلسلة مراجعات متباينة. تقع أحداث السلسلة بعد دراغون بول سوبر ودراغون بول سوبر: برولي.

## القصة
إكمالًا لأحداث دراغون بول سوبر: برولي يقترح على كل من غوكو وفيجيتا من قبل ترانكس من خط زمني آخر الذهاب للتدرب في كوكب بيروس. بعد بطولة الأكوان، تم إبلاغ غوكو وفيجيتا وماي المستقبلية من قبل شخصية غامضة تدعى فيو أن ترانكس المستقبلي محتجزة في عالم يسمى كوكب السجن، والذي يخضع لسيطرة شقيق فريزا وهو كولر. أثناء تواجدهم هناك، يواجههم سايان شرير يدعى كامبر. بعد هزيمة كامبر بصعوبة وتحرير ترانكس، تم الكشف عن الأحداث المخفية من قبل العقل المدبر هارتس، الذي كانت خطته القضاء على زينو ونظيره المستقبلي وذلك بجمع بذور الكون.
يعود الأبطال الباقون على قيد الحياة بأمان إلى كوكب بيروس بينما تم إنقاذ غوكو من قبل أحد الكهان الذي قرر تدريبه حتى يتمكن من الحفاظ على غريزته الفائقة. يخطط هارتس استنزاف بذرة الكون 11 حيث يرسل أتباعه عبر الكون 6 و 3. يواجه فيجيتا، وهيت ومقاتلي الكون 6 ضد أشقاء أندرويد أورين وكامين، الذين يندمجون في النهاية في «كامي-أورين» بينما كولر، تحول الآن إلى الشكل الذهبي ويحارب ضد كامبر في الكون 3. يتم نقل القتال من الكون 6 في النهاية إلى الكون 11. يصل غوكو إلى الكون 11 مع بعض السيطرة على غريزته الفائقة. يتمكن فيجيتا من هزيمة كاميورين مع سوبر سايان بلو المتطور. ومع إدراكه أنه لا يمكنه هزيمة هارتس نهائيا، يقنعه غوكو بالاندماج معه في «غوجيتا». يقدم غوجيتا، المدعوم بـ السوبر سايان بلو، انفجارًا نهائيًا يهدف إلى البذرة المنقوعة الآن في صدر هارتس، مما أدى إلى مقتله. في عوالمه الأخيرة، يشرح هارتس أن نواياه الحقيقية كانت فقط لتحرير جميع البشر من أومني كينغ قبل تهنئة غوجيتا والمقاتلين الآخرين في هزيمته. وفي مكان آخر، يعلن فيو أن تجربته التالية جاهزة للبدء.
في الكون 7، يحذر بيروس المقاتلين من طائر سيدمر الأكوان المتعددة. يصل فيو مع الدوكي-دوكي «دوكي-دوكي» - طائر الكارثة المتنبأ به - ويشرح خطته لإنشاء كون جديد تمامًا باستخدام «شجرة الكون» التي زرعها عبر الأكوان المتعددة التي تم إنشاؤها من بذور الكون التجريبية لهارتس ثم يهرب مرة أخرى مع الدوكي-دوكي. وتبدأ الشجرة في الكون 7 بإضعاف سكانها بما في ذلك كريلين وبيكولو. يرفع بيروس درعا حول الشجرة لاستنزاف طاقته بدلا من عدم القدرة على القيام بذلك لفترة طويلة. يجند فيو عدة أشرار قدماء مثل بوجاك وسوبر أندرويد 17 إلى ما شابه من الجداول الزمنية البديلة. يهاجم الأشرار غوكو وفيجيتا في الجدول الزمني الرئيسي بينما يجمع دكتور دبليو طاقة غوكو وفيجيتا لإعطائها لجانيمبا.

## إطلاق سراح اللعبة
في مايو 2018، أعلن عن أنمي ترويجي للعبة سوبر دراغون بول هيروز والذي سيجعل اللعبة ممتازة. تم إصدار مقطع دعائي للحلقة الأولى في 21 يونيو 2018، ويظهر الشخصيات الجديدة، مثل فيو وكانبا. تم عرض الحلقة الأولى في Aeon Lake Town ، مركز تسوق في كوشيغايا، سايتاما، في 1 يوليو 2018، وتم تحميلها على الموقع الرسمي للعبة في نفس اليوم. وبالمثل، تم عرض الحلقة الثانية في Jump Victory Carnival Tokyo Kaijō في 16 يوليو 2018، قبل تحميلها على الموقع.

## وصلات خارجية
- الموقع الرسمي (باليابانية)
- سوبر دراغون بول هيروز (أنمي) في شبكة أخبار الأنمي
- سوبر دراغون بول هيروز على موقع IMDb (الإنجليزية)
- سوبر دراغون بول هيروز على موقع فيلمافينيتي (الإسبانية)
- سوبر دراغون بول هيروز على موقع كينوبويسك (الروسية)
- سوبر دراغون بول هيروز على موقع قاعدة بيانات الفيلم (الإنجليزية)
- سوبر دراغون بول هيروز على موقع ANN anime (الإنجليزية)